# Anthrax maculata
Anthrax maculata är en tvåvingeart som beskrevs av Macquart 1846. Anthrax maculata ingår i släktet Anthrax och familjen svävflugor. Inga underarter finns listade i Catalogue of Life.